# Messerschmitt-Caudron MeC 164
Le Messerschmitt-Caudron MeC 164 était un prototype d'avion de transport militaire construit en 1942 par Messerschmitt et Caudron pour concurrencer le Siebel Si 204. Il n'est pas entré dans la production de masse.

## Conception et développement
Le MeC 164 a été conçu en Allemagne par Messerschmitt comme un avion de ligne à 8 passagers propulsé par deux moteurs en ligne Argus As 411 comme le Me 164. tel que conçu, il était plus léger que le Si 204, mais on s’attendait à ce qu’il ait des performances inférieures à celles de l’avion concurrent. Une fois les travaux de conception terminés, Messerschmitt le remet à Caudron à Issy-les-Moulineaux, qui commence la construction du prototype en 1942 sous la désignation MeC 164 V1. Cependant, la construction du prototype a progressé lentement et, par conséquent, le projet a été annulé. 

## Spécifications (MeC 164 V1)
Caractéristiques générales
- Capacité : 8 passagers
- Hélices : 2 pales